# Jirón Junín
El jirón Junín es uno de los importantes del Damero de Pizarro en el centro histórico de Lima, capital del Perú. Se extiende desde el jirón de la Unión hacia el este a lo largo de 19 cuadras hasta terminar en la avenida José de la Riva-Agüero. La que vemos es la calle Arzobispo, segunda cuadra del jirón Junín. Desde la proclamación de la independencia en 1821, los presidentes del Perú recorren las cinco primeras cuadras de este jirón todos los 28 de julio rumbo al Palacio Legislativo para dirigir su mensaje a la nación ante el pleno del Congreso de la República. Este jirón comunica la plaza Mayor, la plaza de la Inquisición y la plaza Italia. 

## Historia
La vía que hoy constituye el jirón Junín ya existía en tiempos prehispánicos. fue tendida por el conquistador, Francisco Pizarro cuando fundó la ciudad de Lima el 18 de enero de 1535 y fue conocido como camino del Cercado. En su primera cuadra, se dispuso al sur, la extensión correspondiente a la plaza de Armas, y al norte, el solar correspondiente a la vivienda del mismo Pizarro, y que posteriormente, fue residencia de los virreyes y Presidentes del país.  
A inicios del siglo XVII, el virrey del Perú, Juan de Mendoza y Luna, Marquéz de Montesclaros, consintió la creación en la primera cuadra de esta vía (calle de Ribera) de los Cajones de Ribera. Estos cajones serían ocupados por los fruteros y mercachifles que se ubicaban en la plaza Mayor hasta 1885. Ya desde ese siglo, en la cuadra tercera (calle de San José), se estableció el primer edificio de Correo Central que posteriormente sería trasladado a la primera cuadra del jirón Conde de Superunda. Finalmente, en una calle perpendicular a su cuadra seis (calle de la caridad) se ubicaba el local de la Universidad Nacional Mayor de San Marcos.
En 1671, se construyó el Hospital de convalecientes el Carmen en la última cuadra de esta vía cercana a las Murallas de Lima. Este hospital, dirigido por los religiosos betlemitas, quedó arruinado en 1687, por lo que, se le trasladó a un solar vecino a las afueras de las murallas. Posteriormente, este hospital sería transformado en establecimiento militar, que fue conocido como Cuartel de Barbones por el apodo que tenían los betlemitas. Durante todo ese siglo XVII, que construyeron varios conventos en esta vía como el Monasterio del Carmen y el Monasterio de las Descalzas.
Durante el siglo XIX, esta calle vio el nacimiento del Congreso de la República en 1822 y la instauración del Edificio del Senado en el antiguo local de la Inquisición. En 1859, se levantó el monumento a Simón Bolívar. En 1862, al adoptarse una nueva nomenclatura urbana, la vía fue bautizada como jirón Junín, en honor al Departamento de Junín. En 1886, fue construida en el número 270 la Casa Arenas Loayza, de estilo ecléctico. En el siglo XX, la calle vio la construcción de los grandes edificios y espacios públicos. Así, en 1922 se construyó el actual edificio del Palacio Arzobispal de Lima, en 1938 el Palacio de Gobierno del Perú y el Palacio Legislativo del Perú, en 1947 el ensanchamiento de la avenida Abancay y la plaza Bolívar.

## Nombres antiguos de las cuadras del jirón Junín
Desde la fundación de Lima y hasta 1861, las calles en Lima tenían un nombre por cada cuadra. Así, una misma vía era estaba conformada en realidad por varias calles. Es por ello, que antes que la vía fuera llamada jirón Junín, cada una de sus 15 cuadras tenía un nombre distinto.
- Cuadra 1: llamada Ribera por encontrarse a la vera del Palacio de Gobierno.
- Cuadra 2: llamada Arzobispo por ubicarse en ella el Palacio Arzobispal de Lima, primer matadero de animales y el primer rastro (lugar de venta de carne) desde la fundación de la ciudad hasta 1568, cuando por razones de sanidad se trasladó el matadero al barrio de San Lázaro mas no el rastro, que se mantuvo hasta fines del siglo XVIII.[5] En esta calle se construyó en 1886 la Casa Arenas Loayza.[2]
- Cuadra 3: llamada San José por los marqueses de Villahermosa de San José, que tuvieron su residencia en esta calle.
- Cuadra 4: llamada Zárate por Pedro Ortiz de Zárate y Luyando, quien vivía en esa calle a principios del siglo XVII.[6]
- Cuadra 5: llamada Inquisición por el local del Tribunal del Santo Oficio de la Inquisición, que se levantó en esta calle en 1584.
- Cuadra 6: llamada Caridad por la Iglesia de Santa María de la Caridad, construida a inicios del siglo XVII.[7]
- Cuadra 7: llamada Moneda por la Casa de la Moneda, que fue reabierta en Lima de 1683.
- Cuadra 8: llamada Descalzas por la iglesia y monasterio de las Descalzas de San José, que se fundara en esa calle en 1603.
- Cuadra 9: llamada Peña Horadada por una piedra perforada que hasta hoy existe en la esquina con el jirón Cangallo. Este nombre se empezó a usar a principios del siglo XVII.
- Cuadra 10: llamada Carmen Bajo por el Monasterio de Carmen que fuera construido en 1643 y por ser de menor altura topográfica que la calle que le seguía. Antiguamente fue llamada Carmen abajo o Bajada del Carmen.
- Cuadra 11: llamada Carmen Alto por ser más alta que cuadra del Carmen Bajo.[8]
- Cuadra 12: llamada Mascarón del Prado por el nombre de algún establecimiento que habría existido en la época virreinal.
- Cuadra 13: llamada Prado por una quinta de recreo mandada a edificar por el virrey, Manuel Amat y Juniet que fue conocida como Quinta del Prado.
- Cuadra 14: llamada Barbones por ubicarse en esta calle el primer hospital de convalecientes de indios llamado "del Carmen" bajo la dirección de los bethlemitas, también llamados Barbones porque solían llevar la barba larga.[9]

## Recorrido
El jirón inicia en el Jirón de la Unión y termina su recorrido en Cinco Esquinas, donde estaba uno de los accesos a la reducción indígena del Cercado. Debido a sus orígenes prehispánicos, en la zona de Barrios Altos tiene un trazado irregular.
En el lado sur de su primera cuadra se extiende la plaza de Armas y, al frente, el Palacio de Gobierno. En su segunda cuadra se levanta al lado sur el Palacio Arzobispal de Lima y al frente, la Casa del Oidor, única estructura colonial aún en pie en la plaza de Armas. En su segunda cuadra se ubica la Casa Arenas Loayza y en la tercera cuadra, en la esquina con el jirón Lampa, está el Ministerio de Economía y Finanzas del Perú. 
Tras cruzar la avenida Abancay el jirón se interna en los Barrios Altos. En el lado norte está la plaza Bolívar, y en el sur, el antiguo Edificio de la Inquisición y del Senado de la República. En la cuadra seis se ubica el lado sur del Palacio Legislativo y la plaza Sánchez Carrión en la siguiente cuadra se levanta el antiguo edificio de la Casa de la Moneda. Finalmente, en la cuadra nueve se encuentra la plaza Italia donde hay una estatua del científico italiano Antonio Raymondi. Por las antiguas calles de Carmen Alto y Carmen Bajo se encuentran la Iglesia del Carmen y la famosa Quinta Heeren, en la cuadra catorce al frente de la Iglesia del Prado nació Felipe Pinglo Alva y finalizando dicha cuadra está el conocido barrio de Cinco Esquinas.

## Galería

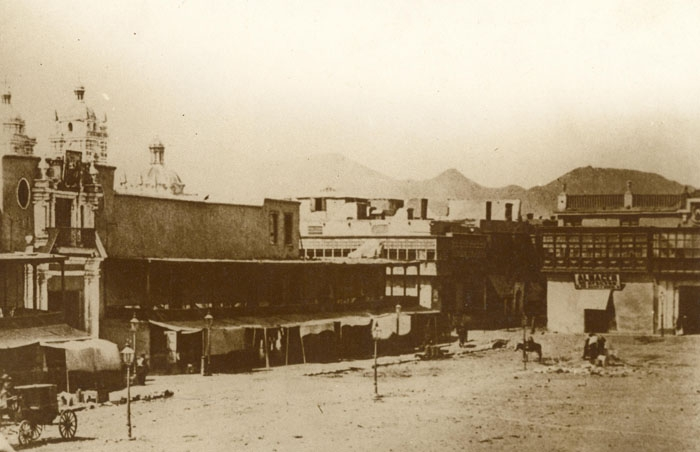
La Calle de Ribera en 1860
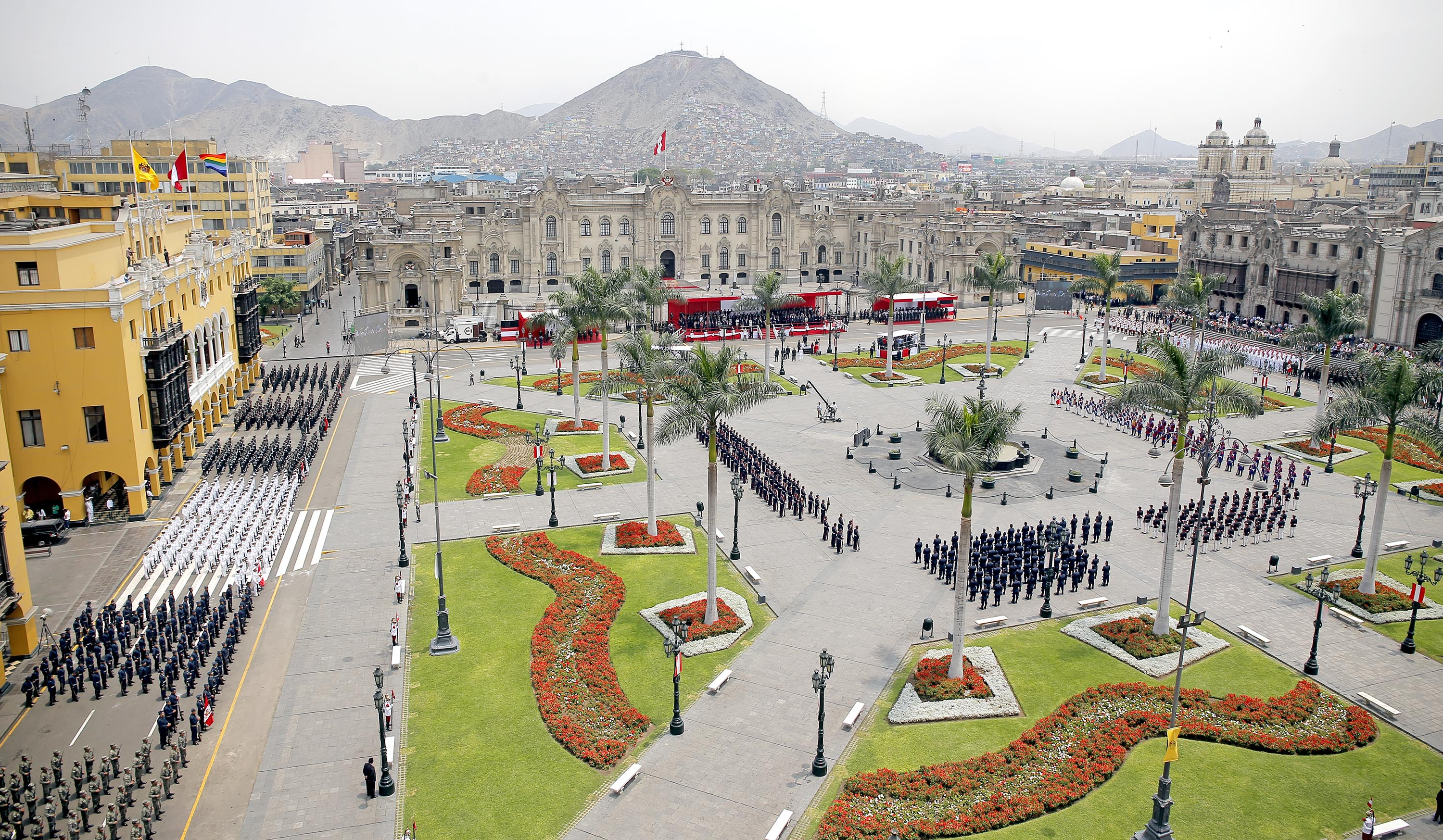
El jirón en la Plaza de Armas, con el Palacio de Gobierno
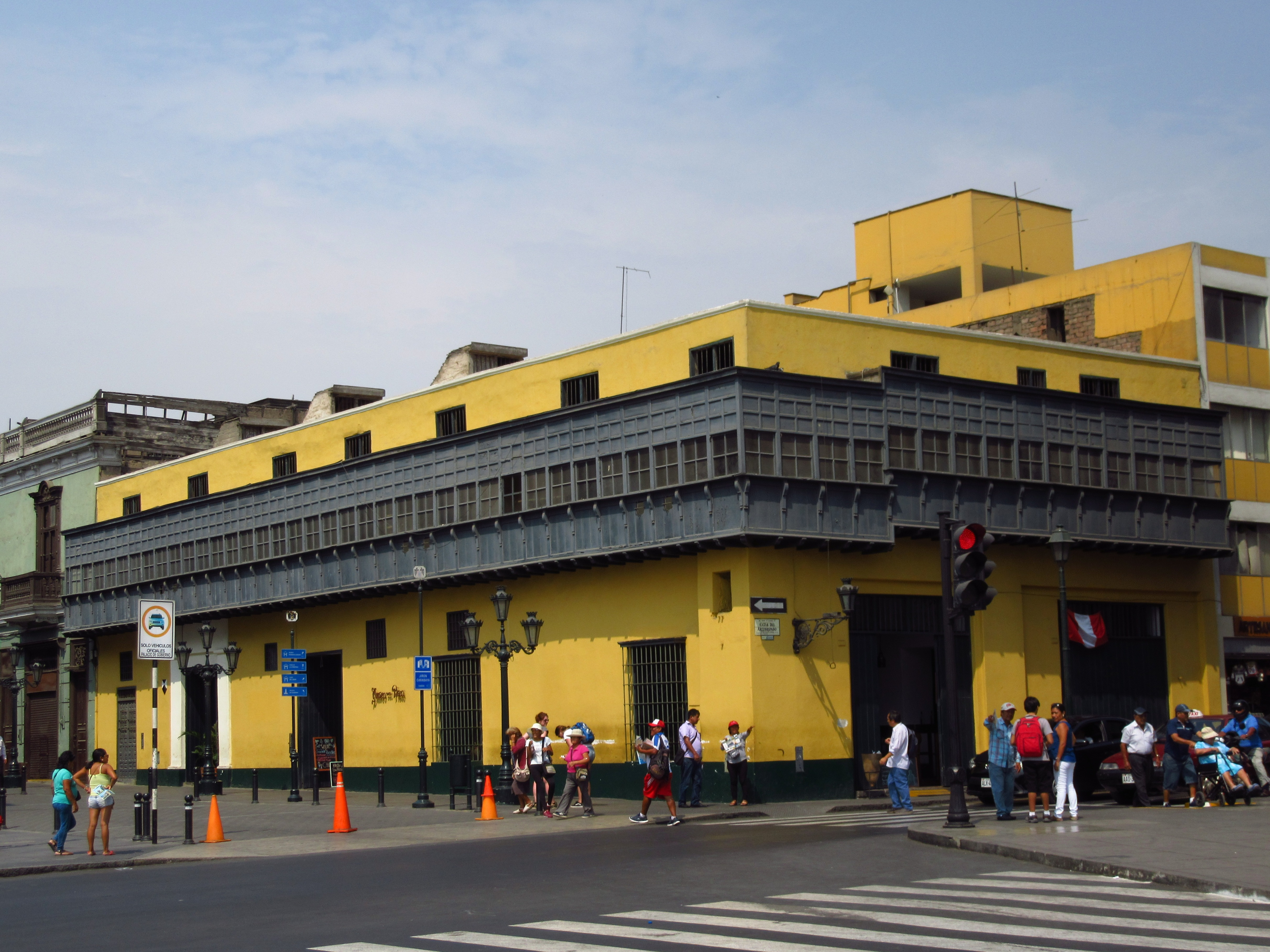
Casa del Oidor
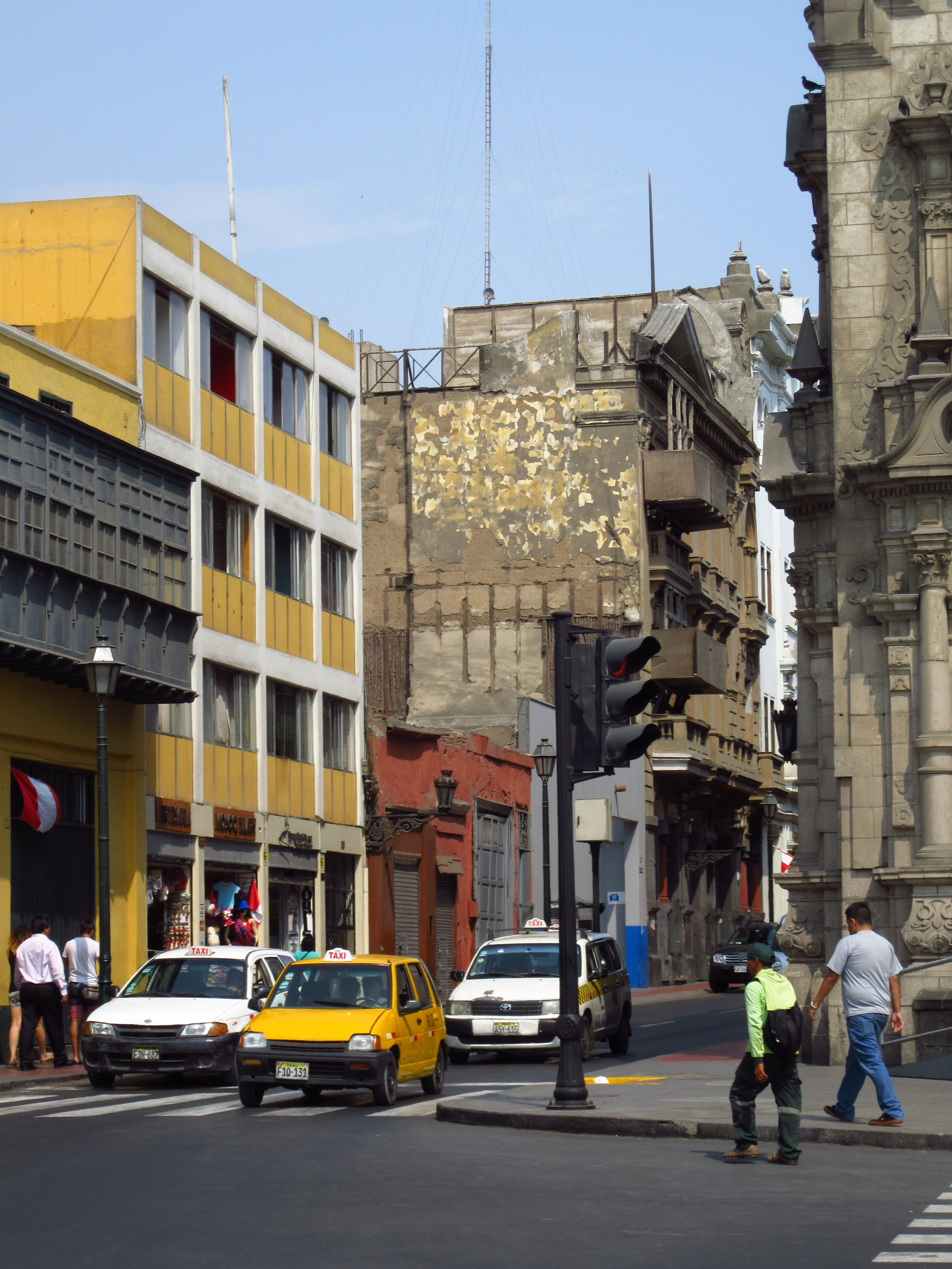
El jirón desde la Plaza de Armas
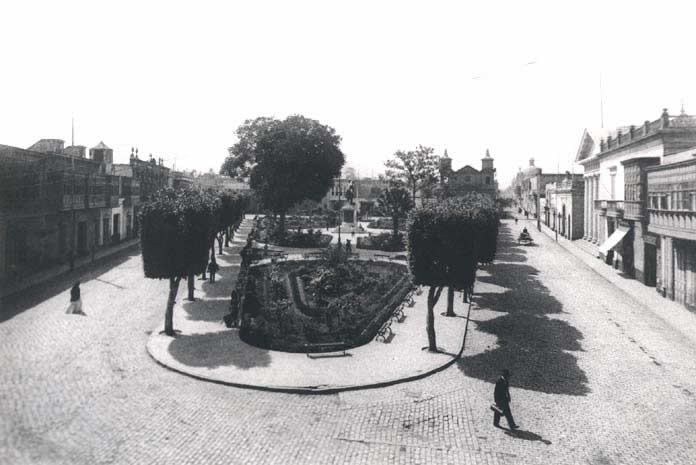
Antigua Plaza Bolívar
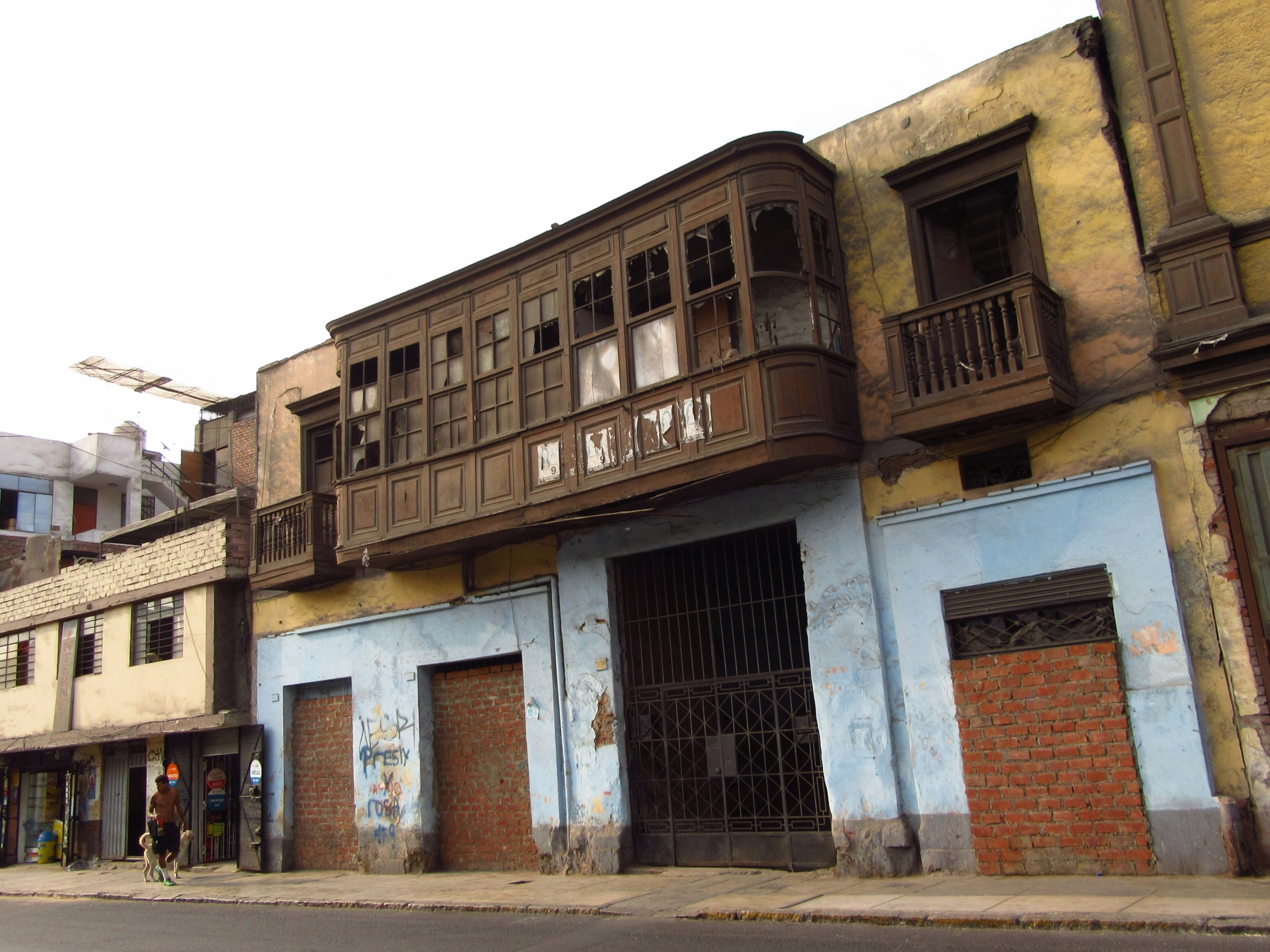
Balcones en el 1027, a la altura de Barrios Altos
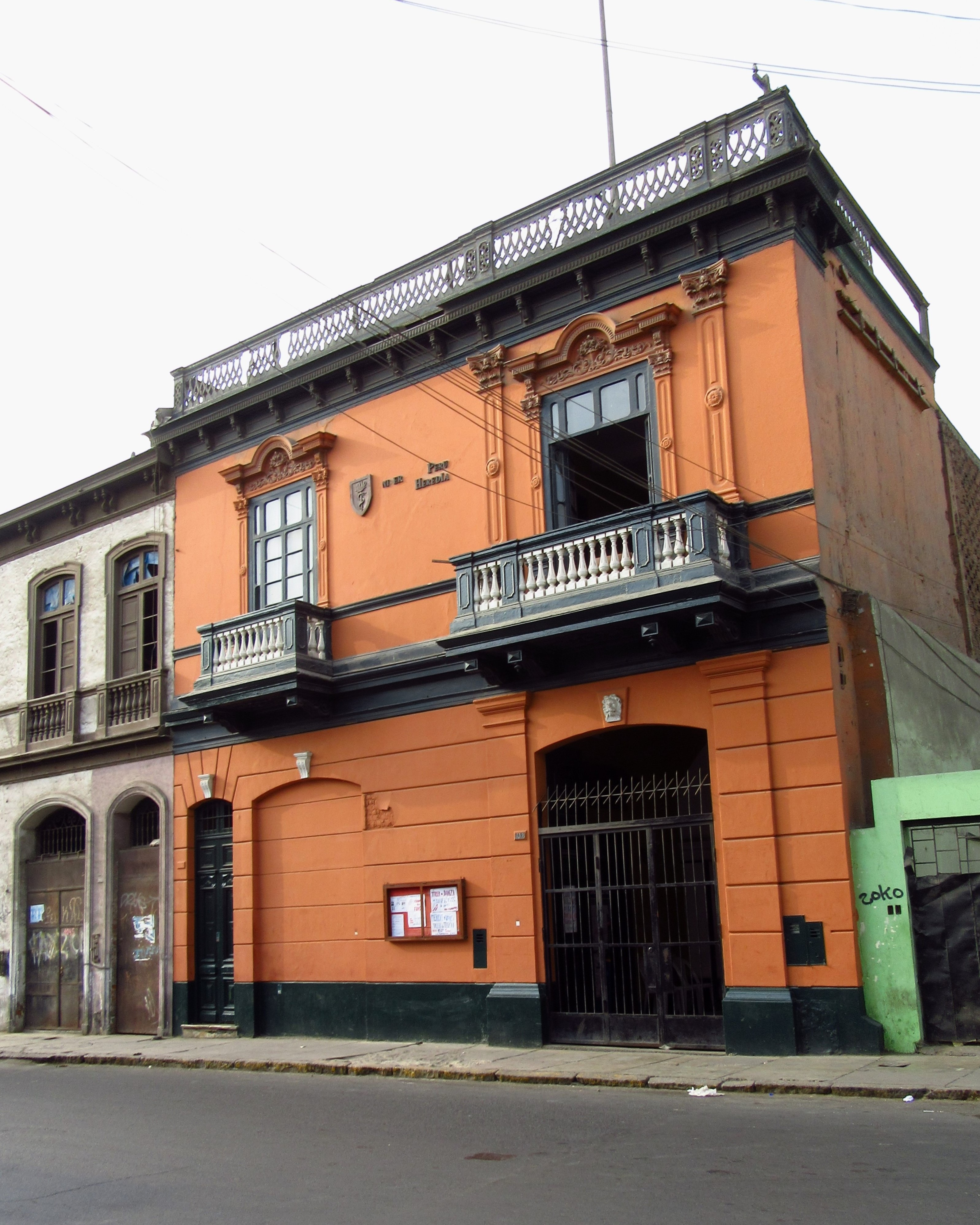
Casa en el 1051
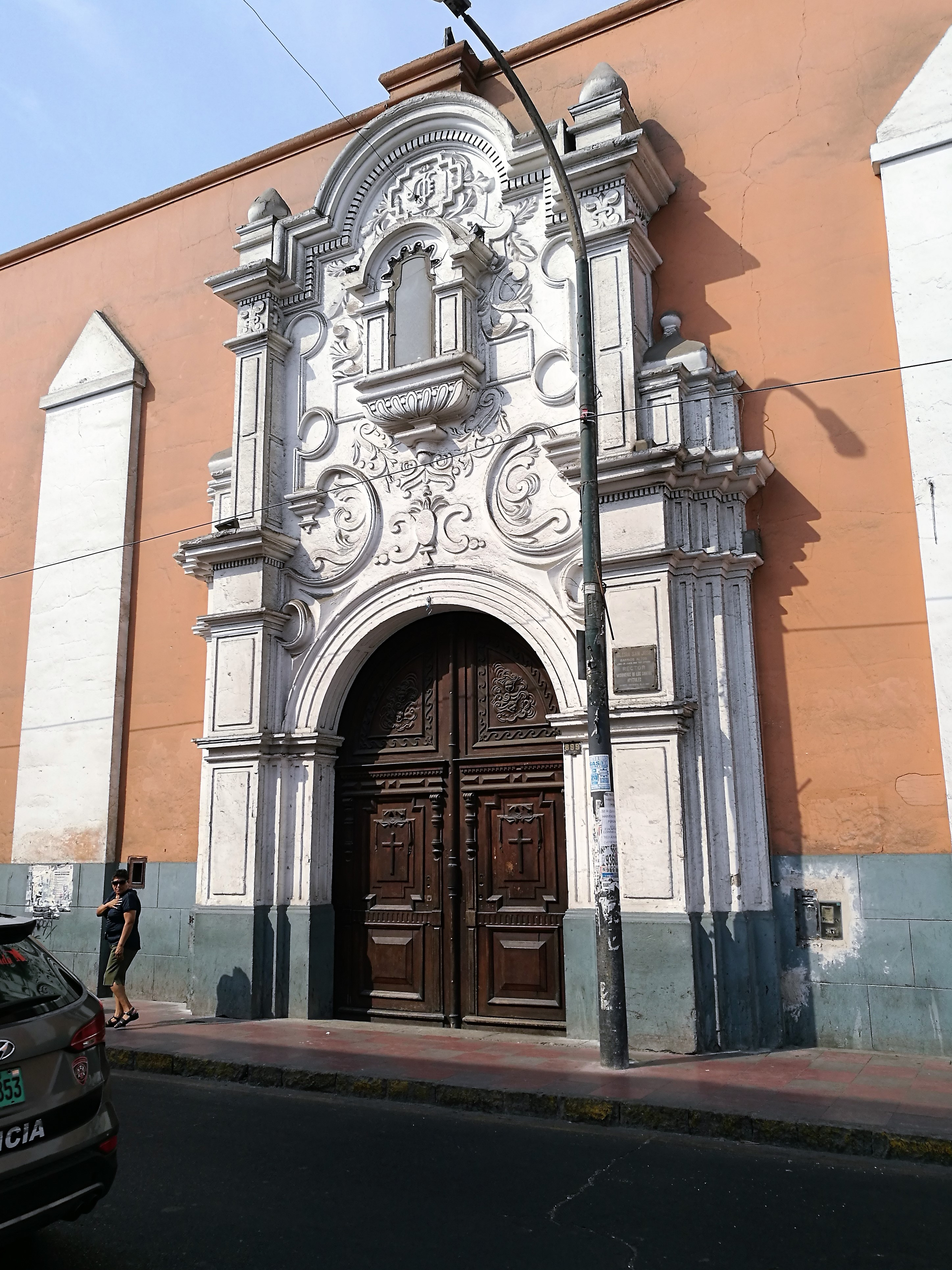
Iglesia del  Corazón de Jesús, Barrios Altos
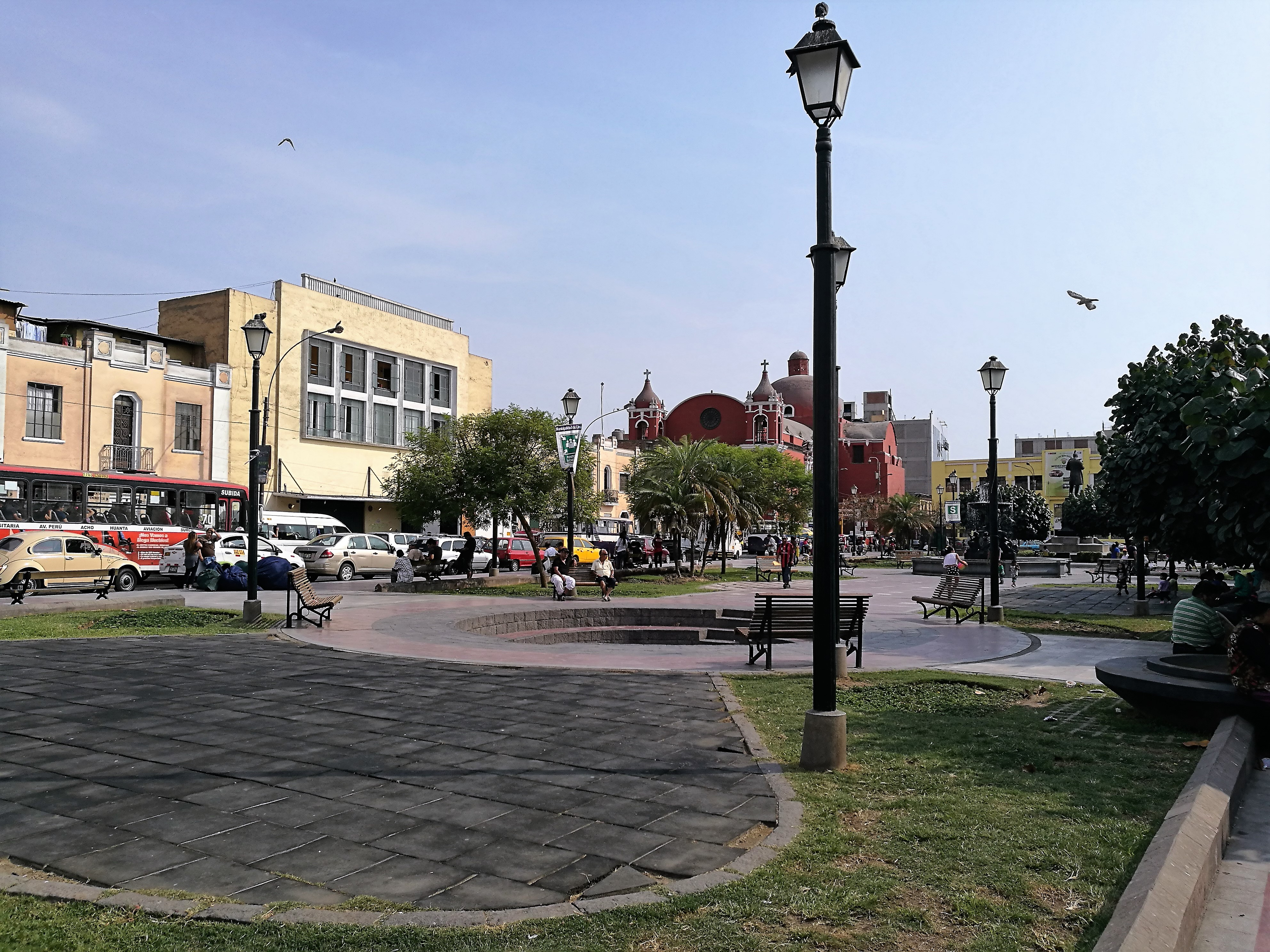
La plaza de Italia desde el jirón Junín